# نیژنه‌زایتوو
نیژنه‌زایتوو (انگلیسی: Nizhnezaitovo) یک شهرک در شهرستان شارانسکی استان باشقیرستان کشور روسیه است.